# آر ام اس لانکاستریا

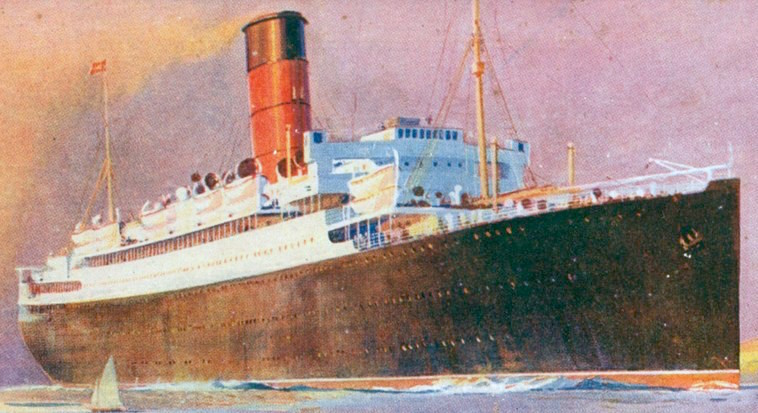

آر ام اس لانکاستریا (انگلیسی: RMS Lancastria) کشتی اقیانوس‌پیما بریتانیا بود که توسط دولت بریتانیا در طول جنگ جهانی دوم استفاده می‌شد. این کشتی در ۱۷ ژوئن ۱۹۴۰ در جریان  عملیات اریال غرق شد. پس از دریافت دستور اضطراری برای تخلیه اتباع و سربازان بریتانیایی از فرانسه، کشتی بیش از ظرفیت ۱۳۰۰ مسافر خود بارگیری شده بود.